# Венедикт (Григорович)
Архиепископ Венеди́кт (в миру Василий Иванович Григорович, 26 декабря 1774, Рогачёв, Могилёвская губерния — 7 [19] декабря 1850, Петрозаводск) — епископ Русской православной церкви, архиепископ Олонецкий и Петрозаводский.

## Биография
С 1797 года обучался в Могилёвской духовной семинарии, позднее в Александро-Невской духовной семинарии (Санкт-Петербург, 1804—1809), затем служил учителем риторики в Могилёвской семинарии.
С 1809 по 1814 год обучался в Санкт-Петербургской духовной академии и окончил её со степенью магистра.
В августе 1814 года, по окончании академического курса, постригся в монашество, рукоположён во иеромонаха и назначен ректором и профессором богословских наук Могилёвской духовной семинарии.
С 25 апреля 1815 года — архимандрит Кутеенского Оршанского монастыря Могилёвской епархии.
В 1821 году переведён ректором в Калужскую, а 31 августа 1829 года — в Вифанскую духовные семинарии.
С октября 1821 года — архимандрит Пафнутиева Боровского монастыря.
С 4 ноября 1831 года — ректор Санкт-Петербургской духовной академии.
11 июня 1833 года хиротонисан во епископа Ревельского, викария Санкт-Петербургской епархии.
В течение 9 лет был ближайшим помощником в управлении епархией престарелого митрополита Санкт-Петербургского и Новгородского Серафима (Глаголевского). В начале 1840-х годов рассматривал дело о выпуске студентами Санкт-Петербургской духовной академии тиражом около 300 экземпляров литографированного перевода Библии с древнееврейского языка на русский, выполненного под руководством профессора академии Г. П. Павского (бывший однокурсник Венедикта). Разбор дела закончился разысканием и уничтожением большего числа литографий.
С 14 ноября 1842 года — архиепископ Олонецкий и Петрозаводский. В 1846 году осуществил восстановление самостоятельности Задне-Никифоровской пустыни, до того приписанной к Александро-Свирскому Свято-Троицкому монастырю.
По воспоминаниям современников, это был «честный, бескорыстный и деловой человек». Отличался неподкупной совестью, старался решать все дела строго по закону. В высшей степени прямой, правдивый, ненавидящий все окольные пути, владыка Венедикт не кривил душою ни перед кем и смело, со свойственной ему резкостью, приближавшейся к грубости, отказывал в несправедливых требованиях даже знаменитым людям. Не было от него пощады и своим товарищам по академии, когда они действовали несправедливо и незаконно. Поэтому он приобрёл репутацию законника, канцеляриста и неисправимого формалиста.
За одеждой своей совершенно не следил и выглядел неопрятным. Не разрешал келейнику ежедневно выметать его комнату. Жизнь вёл очень простую и даже, как выражаются современники, грубую. Его называли врагом всякого изящества и роскоши. По отношению к себе Венедикт терпеть не мог низких поклонов, подобострастных приветствий и разных титулований.
Скончался 7 декабря 1850 года. Согласно завещанию погребён в петрозаводском Крестовоздвиженском соборе, основанном по его благословению.

## Награды
- Орден Святого Владимира II степени.
- Орден Святой Анны I и II степеней